# Peruanische Badmintonmeisterschaft 2014
Die Peruanische Badmintonmeisterschaft 2014 fand vom 18. bis zum 20. Dezember 2014 in Lima statt.

## Medaillengewinner
| Disziplin    | Gold                            | Silber                        | Bronze                                 |
| ------------ | ------------------------------- | ----------------------------- | -------------------------------------- |
| Herreneinzel | Martín del Valle                | Mario Cuba                    | Nicolás Macías                         |
| Herreneinzel | Martín del Valle                | Mario Cuba                    | Sebastian Macias                       |
| Dameneinzel  | Daniela Macías                  | Camila Duany                  | Paula La Torre                         |
| Dameneinzel  | Daniela Macías                  | Camila Duany                  | Ines Alejandra Mendoza                 |
| Herrendoppel | Mario Cuba Martín del Valle     | Javier Jimeno Guillermo Perea | Augusto Chueca Agustin Molteni         |
| Herrendoppel | Mario Cuba Martín del Valle     | Javier Jimeno Guillermo Perea | Pablo Antonio Aguilar Sebastian Macias |
| Damendoppel  | Daniela Macías Dánica Nishimura | Sandra Jimeno Jie Meng        | Claudia Rivero Valeria Rivero          |
| Damendoppel  | Daniela Macías Dánica Nishimura | Sandra Jimeno Jie Meng        | Camila Duany Daniella Zapata           |
| Mixed        | Guillermo Perea Valeria Rivero  | Mario Cuba Daniela Cuba       | Pablo Antonio Aguilar Cristina Aicardi |
| Mixed        | Guillermo Perea Valeria Rivero  | Mario Cuba Daniela Cuba       | Martín del Valle Daniela Macías        |